# Hand in Hand – The Winter Album
Hand in Hand – The Winter Album ist ein Weihnachtsalbum und das zweite der deutschen Pop-Gruppe beFour. Es wurde am 16. November 2007 im deutschsprachigen Raum veröffentlicht, verkaufte sich mehr als 100.000 Mal und wurde in Deutschland, Österreich und der Schweiz mit Gold ausgezeichnet.

## Titelliste
| #   | Titel                                   | Dauer |
| --- | --------------------------------------- | ----- |
| 1.  | Hand in Hand (Singleversion)            | 3:59  |
| 2.  | Winter Dream                            | 3:30  |
| 3.  | Sweet Little Bells                      | 3:06  |
| 4.  | Crying Heart                            | 3:47  |
| 5.  | Shooting Star                           | 3:40  |
| 6.  | If You Wanna Know                       | 3:01  |
| 7.  | Sometimes Dreams Come True              | 3:34  |
| 8.  | Sunshine in December                    | 3:27  |
| 9.  | Winter in My Heart                      | 3:38  |
| 10. | Crystal Wonderland                      | 3:41  |
| 11. | Winter Dream (Phantasialand-Version)    | 3:30  |
| 12. | Sometimes Dreams Come True (feat. Lisa) | 3:34  |
| 13. | Hand in Hand (Piano-Version)            | 3:59  |

## Produktion
Produziert wurden alle Titel des Albums von Christian Geller, der auch schon für das Debütalbum Elle’ments der Girlgroup No Angels aktiv war. Die Liedtexte aller Lieder, mit Ausnahme von Crying Heart und If You Wanna Know, wurden auch von Geller geschrieben. Gemischt wurden die Lieder von Adam Bernau. Das Lied Crying Heart wurde von Dieter Bohlen geschrieben. Rikard Löfgren produzierte den sechsten Titel des Albums, If You Wanna Know.

## Veröffentlichung und Erfolg
Das Weihnachtsalbum erschien in Deutschland, Österreich und in der Schweiz am 16. November 2007. In Deutschland schaffte es der Longplayer auf Position zehn der Albumcharts. In Österreich platzierte sich das Album auf Platz drei. In der Schweiz schaffte die CD den Einstieg auf Platz 13 und hielt sich 13 Wochen in den Charts.

## Charts und Chartplatzierungen

### Album
| ChartsChartplatzierungen | Höchstplatzierung | Wochen |
| ------------------------ | ----------------- | ------ |
| Deutschland (GfK)        | 10 (11 Wo.)       | 11     |
| Österreich (Ö3)          | 3 (8 Wo.)         | 8      |
| Schweiz (IFPI)           | 13 (13 Wo.)       | 13     |

### Single
Als einzige Singleauskopplung erschien am 9. November das Lied Hand in Hand, das von Geller produziert wurde. Die Regie beim Dreh des Musikvideos führte Mark Feuerstake. Es wurde im Phantasialand aufgenommen. Der Song schaffte es in Deutschland auf Platz 27 der Charts; für insgesamt sieben Wochen. In Österreich platzierte sich Hand in Hand auf Platz acht und konnte sich dort neun Wochen halten. In der Schweiz erreichte das Stück für eine Woche Platz 73.